# Hermină
Hermină sau hermelină (Mustela erminea) este o specie de animale carnivore din familia Mustelidae, nativă din Eurasia și America de Nord, deosebită de nevăstuică prin dimensiunea mai mare a corpului. Herminele au blană prețioasă, de culoare cafenie vara, și albă, fină și lucioasă iarna. Sunt de talie mică, având corpul alungit și subțire, de până la 32 cm. Picioarele-i sunt scurte, iar coada (al cărei vârf este negru) măsoară între 6,5 și 12 cm. Începând cu sfârșitul secolului al XIX-lea, herminele au fost introduse în Noua Zeelandă pentru a controla populația de iepuri sălbatici, însă au avut un impact devastator asupra populației locale de păsări.
Hermina a fost numită una din 100 ”cele mai rele specii invazive din lume” de către Grupul de Specialiști pe Speciile Invazive al IUCN Species Survival Commission.

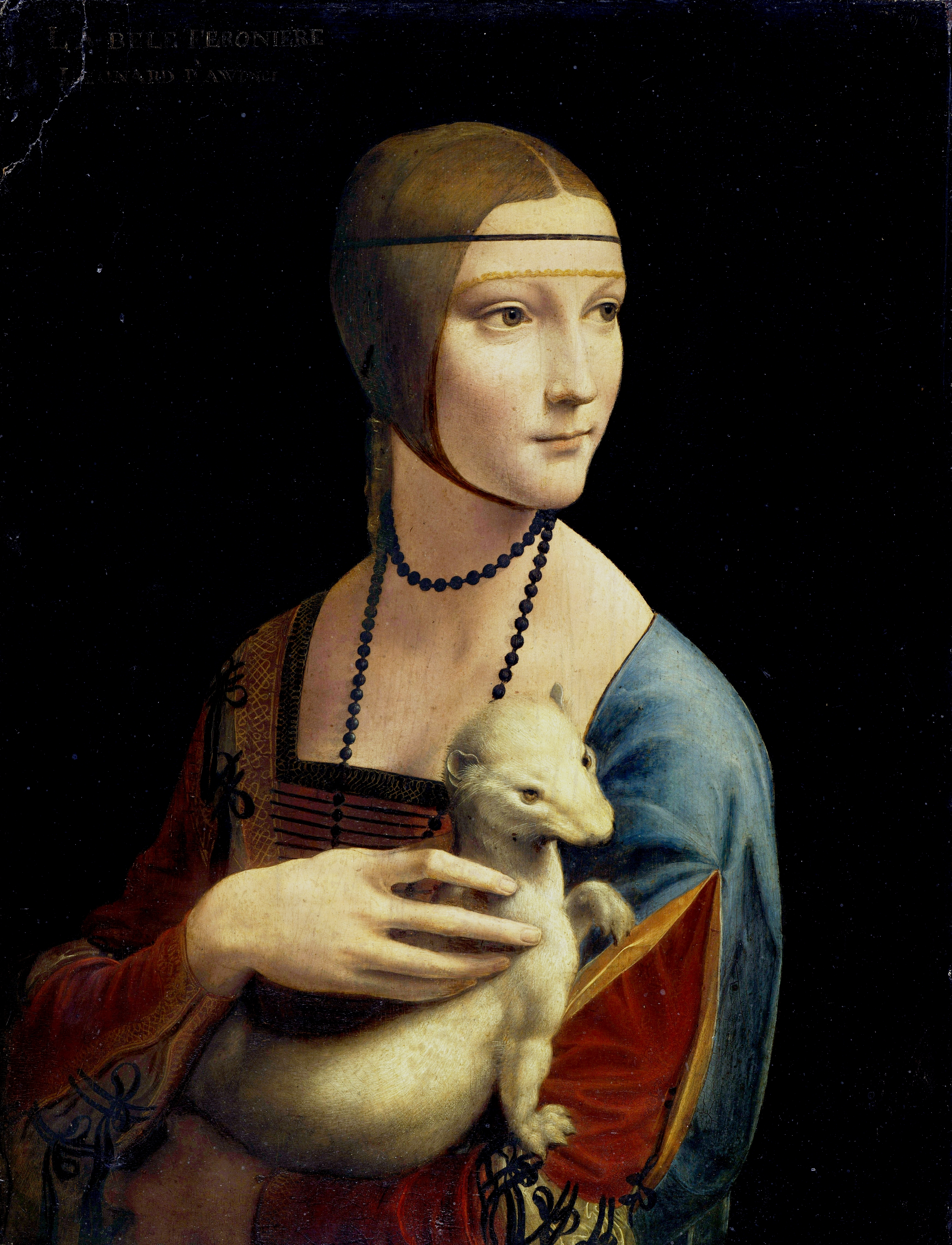
Dama cu hermină
Tablou de Leonardo da Vinci (1483).

În evul mediu hermina era considerată un animal de companie de lux, fiind adesea întâlnită la monarhi catolici, suverani pontifi și cardinali. O renumită reprezentare grafică este pictura Dama cu hermină de Leonardo da Vinci.

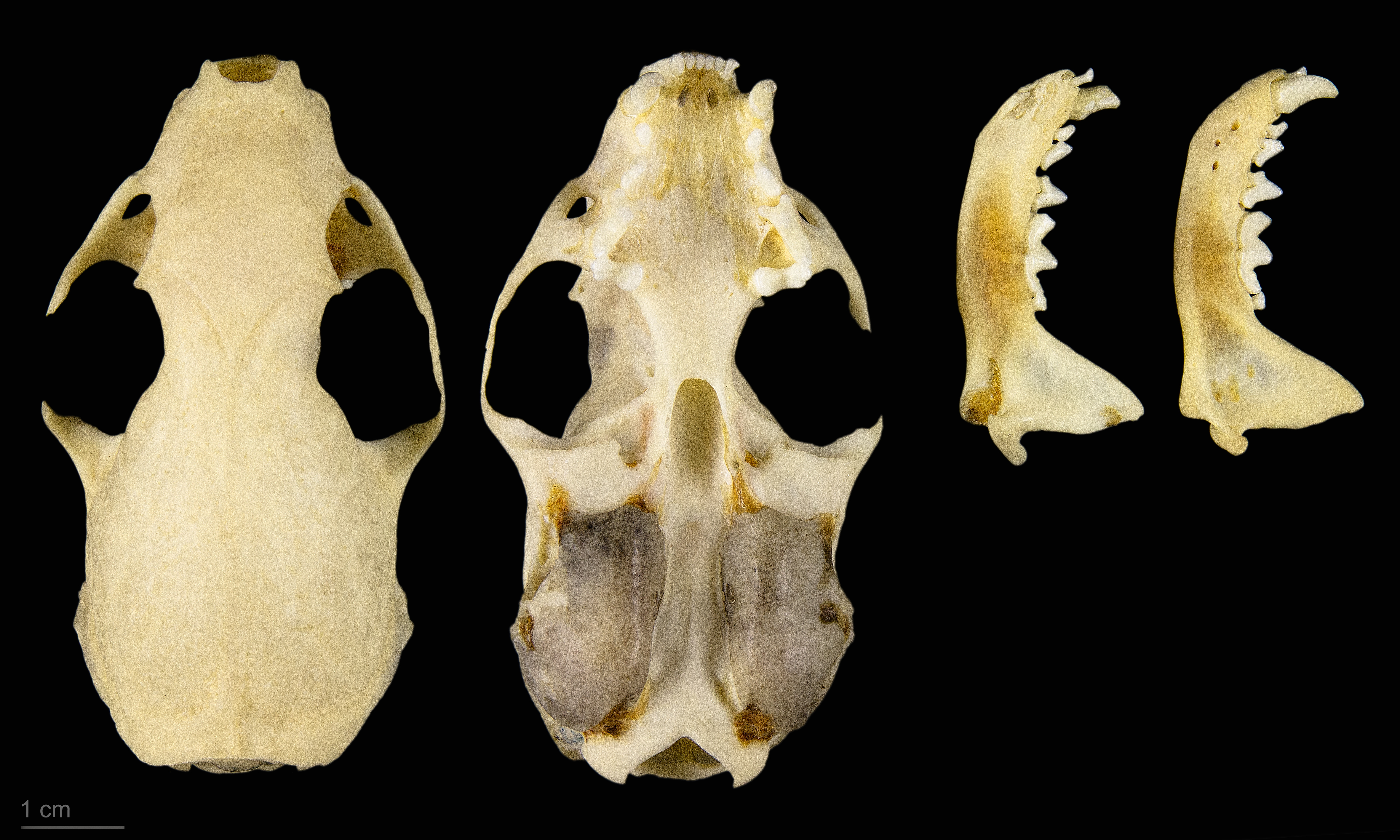
Skull of Mustela erminea - MHNT